# Coupe de Belgique féminine de football 2019-2020
Navigation
Édition précédente Édition suivante
La Coupe de Belgique de football féminin 2019-2020 est la 44e édition de la compétition. 

## Calendrier de la compétition
| Tour | Nom                 | Dates retenues    |
| ---- | ------------------- | ----------------- |
|      | Tour préliminaire   | 10 août 2019      |
|      | 1er tour            | 17 août 2019      |
|      | 2e tour             | 7 septembre 2019  |
|      | 3e tour             | 28 septembre 2019 |
|      | Huitièmes de finale | 12 octobre 2019   |
|      | Quarts de finale    | 16 novembre 2019  |
|      | Demi-finales        | 25 janvier 2020   |
|      | Finale              | 19 avril 2020     |

## Tour préliminaire
Le tour préliminaire se joue le samedi 10 août 2019. Les matchs se jouent en une manche. Se qualifient pour le tour suivant : Racing Ans Montegnée FC, Olympic Charleroi CFA, RAS Monceau, R.Aubel FC, Excelsior Biévene, CS Entente Manageoise, RCS Bossierois

## 1ertour
Le 1er tour se joue le samedi 17 août 2019. Les matchs se jouent en une manche. Se qualifient pour le tour suivant : KVC Westerlo, FC Irlande Auderghem, Dames VK Egem, Yellow Red KV Mechelen B, SW Ladies Harelbeke, KSK Heist, K Wuustwezel FC, Standard de Liège C, RSC Anderlecht B, Club Bruges KV B, ASE de Chastre, K.Olsa Brakel, K.Eendracht Louwel, Union St-Ghislain Tertre-Hautrage, RFC Liège, VVC Brasschaat, SV Zulte Waregem B, FC Bosdam Beveren, FCF White Star Woluwé B, US Grâce-Hollogne, AA Gand Ladies B, KVK Svelta Melsele, Hoger op Wolvertem Merchtem

## 2etour
Le 2e tour se joue le samedi 7 septembre 2019. Les matchs se jouent en une manche. Se qualifient pour le tour suivant : K Wuustwezel FC, Standard de Liège C, VC Moldavo, SV Zulte Waregem B, Standard de Liège B, SV Zulte Waregem, Ladies Genk B, KSK Voorwaarts Zwevezele, K.Massenhoven VC, VVC Brasschaat, Dames VK Egem, AA Gand Ladies B, DVC Eva's Tirlemont, KVK Svelta Melsele, KSK Heist, OHL B, RSC Anderlecht B, FCF White Star Woluwé, Eendracht Alost Ladies, Union St-Ghislain Tertre-Hautrage

## 3etour
Le 3e tour se joue le samedi 28 septembre 2019. Les matchs se jouent en une manche. Se qualifient pour les huitièmes de finale : Ladies Genk B, FCF White Star Woluwé, K Wuustwezel FC, VC Moldavo, Eendracht Alost Ladies, RSC Anderlecht B, AA Gand Ladies B, OHL B, DVC Eva's Tirlemont, Standard de Liège B

## Huitièmes  de finale
Les huitièmes de finale se jouent le 12 octobre 2018. Les matchs se jouent en une manche.
| Équipe 1               | Score    | Équipe 2            |
| AA Gand Ladies B       | 6 - 2 ap | Ladies Genk B       |
| RSC Anderlecht B       | 0 - 3    | Standard de Liège   |
| Eendracht Alost Ladies | 3 - 1    | Standard de Liège B |
| DVC Eva's Tirlemont    | 1 - 3    | OHL                 |
| Ladies Genk            | 5 - 0    | VC Moldavo          |
| RSC Anderlecht         | 14 - 0   | K Wuustwezel FC     |
| FCF White Star         | 1 - 2    | OHL B               |
| AA Gand Ladies         | 4 - 1    | Club Bruges KV      |

## Quarts de finale
Les quarts de finale se jouent le 16 novembre 2019. Les matchs se jouent en une manche.
| Équipe 1          | Score | Équipe 2               |
| AA Gand Ladies    | 6 - 0 | Eendracht Alost Ladies |
| RSC Anderlecht    | 4 - 0 | OHL                    |
| Standard de Liège | 9 - 0 | OHL B                  |
| AA Gand Ladies B  | 0 - 5 | Ladies Genk            |

## Demi-finales
Les demi-finales se jouent le 25 janvier 2020 et le 26 janvier 2020. Les matchs se jouent en une manche.
| Équipe 1       | Score | Équipe 2          |
| Ladies Genk    | 0 - 3 | RSC Anderlecht    |
| AA Gand Ladies | 0 - 1 | Standard de Liège |

## Finale
En raison de la pandémie de Covid-19, la finale n'est pas jouée. Aucun vainqueur n'est désigné.